# Master & Commander - Sfida ai confini del mare
Master & Commander - Sfida ai confini del mare (Master and Commander: The Far Side of the World) è un film del 2003 diretto da Peter Weir, tratto dal Ciclo di romanzi di Aubrey-Maturin, serie letteraria marinaresca d'ambientazione napoleonica di Patrick O'Brian, incentrata sulle avventure del capitano Jack Aubrey e del medico di bordo Stephen Maturin, interpretati rispettivamente da Russell Crowe e Paul Bettany.
Il film ha ricevuto dieci candidature ai Premi Oscar.

## Trama
Nel 1805, durante le guerre napoleoniche, la fregata della marina reale britannica HMS Surprise, al comando del capitano Jack Aubrey e sulla quale presta servizio, come medico di bordo, l'amico Stephen Maturin, riceve l'incarico di affondare o catturare la nave corsara francese Acheron, in rotta per portare la guerra nell'Oceano Pacifico. Al largo della costa settentrionale del Brasile le due navi si scontrano una prima volta ed è la Surprise ad avere la peggio: l'Acheron attacca all'improvviso, sbucando dalla nebbia, e si rivela di classe superiore rispetto alla Surprise: più veloce e robusta, grazie a uno scafo di nuova concezione, e meglio armata. La nave britannica, col timone distrutto, riesce a salvarsi solo nascondendosi nella nebbia, dopo essere stata trainata con i remi di alcune scialuppe. Malgrado la disparità di forze, il capitano Aubrey non accetta di rientrare in patria sconfitto e, una volta riparati i danni, la caccia riprende. Il capitano dell'Acheron però dimostra tutta la sua abilità conquistando nuovamente una posizione di superiorità: la Surprise, costretta suo malgrado nel ruolo di preda, non può che fuggire, ma riesce a liberarsi dell'inseguitrice approfittando dell'oscurità e utilizzando l'espediente di una piccola imbarcazione civetta.
Ora è la volta del capitano Aubrey di riuscire a portarsi in scia al nemico, ma l'inseguimento lo conduce fino a Capo Horn, dove le terribili condizioni climatiche fanno sì che la priorità non sia più il combattimento, ma la sopravvivenza. Superato il difficile frangente, dopo il suicidio di un ufficiale convinto di essere il responsabile delle disavventure della nave, la Surprise fa rotta verso le isole Galápagos, dove però il dottor Maturin viene colpito accidentalmente dalla fucilata di uno dei soldati di marina imbarcati sul vascello. Per l'amicizia che porta nei confronti del medico, Aubrey decide di sbarcare, per consentire l'intervento di estrazione della pallottola, nonostante tale decisione comporti la rinuncia a inseguire i nemici. La sosta consente non solo di fare rifornimento e prepararsi per un nuovo scontro, ma offre anche la possibilità al convalescente Maturin, di eseguire ricerche naturalistiche su flora e fauna locali.
Proprio muovendosi nell'isola alla ricerca di specie sconosciute, il dottor Maturin scopre casualmente che la nave francese è nascosta in una insenatura situata sul lato opposto dell'isola. Per riuscire ad avvisare in fretta il capitano, Maturin è costretto ad abbandonare tutti gli esemplari raccolti. Aubrey mimetizza la Surprise da innocua baleniera, riuscendo così a farsi avvicinare senza sospetti dal vascello francese, per poi attaccare con una bordata a distanza ravvicinata, cogliendo la Acheron di sorpresa ed abbordandola; il cruento scontro vede la vittoria degli inglesi. Il corpo del capitano della nave nemica viene mostrato dal medico di bordo francese ad Aubrey, che riceve in consegna la sua spada. Aubrey assegna il comando dell'Acheron al suo secondo, il quale la porterà a Valparaíso per le riparazioni, mentre lui prima tornerà alle Galapagos, per permettere a Maturin di raccogliere gli esemplari di flora e fauna. Conversando con Stephen, però, Aubrey apprende casualmente che il medico della nave francese è morto tempo prima, capendo così che colui che si era spacciato come tale, è in realtà il capitano nemico. Il film si conclude con la Surprise che cambia rotta e si mette nuovamente all'inseguimento dell'Acheron, rimandando ancora le osservazioni naturalistiche di Maturin.

## Produzione

### Origine letteraria
La sceneggiatura di Peter Weir e John Collee non è tratta da un singolo romanzo della saga, ma si ispira agli eventi narrati in diversi romanzi.
Il titolo originale del film deriva da quelli di due romanzi della serie, il primo, Master and Commander (che fa riferimento al grado attribuito ai capitani al loro primo comando sul mare) e il decimo, The Far Side of the World (ambientato nelle acque del Brasile, di Capo Horn e delle Galapagos, culmina con la scoperta del relitto della fregata americana Norfolk che Aubrey era stato inviato a catturare, nel contesto delle rivalità tra la Royal Navy e la Marina statunitense).

### Riprese
Le riprese sono state realizzate presso i Fox Studios di Rosarito, nella Bassa California, nelle acque al largo di Rosarito e alle Galápagos.

## Accoglienza

### Incassi
Il film, a fronte di un budget di $ 150 milioni, ha incassato globalmente circa 212 milioni di dollari, di cui quasi 94 negli Stati Uniti, dove è uscito nelle sale cinematografiche il 14 novembre 2003 con una distribuzione iniziale di 3 101 copie, incassando 25 milioni nel primo weekend (secondo in classifica dopo la commedia Elf) e rimanendo in programmazione per ventisei settimane.
In Italia, uscito nelle sale il 19 dicembre 2003, ha incassato 12 milioni di euro, raggiungendo la decima posizione della stagione cinematografica 2003-2004.
In Francia, uscito nelle sale il 31 dicembre 2003, ha avuto 975.000 spettatori.

### Critica
L'accoglienza critica è stata ampiamente positiva. L'aggregatore di recensioni Rotten Tomatoes definisce il film un magistrale adattamento dell'opera di Patrick O'Brian, che fa buon uso del fascino rude di Russell Crowe («Russell Crowe's rough charm is put to good use in this masterful adaptation of Patrick O'Brian's novel») e gli assegna una valutazione complessiva di 85%, sulla base di 224 recensioni, per un voto medio di 7.6/10. Su Metacritic la pellicola riceve un giudizio di 81/100, basato su 42 recensioni.

## Prequel
Il 5 giugno 2021 è stato messo in produzione un prequel, basato sul primo romanzo della saga, presso 20th Century Studios.

## Riconoscimenti
Master and Commander ha ricevuto ben dieci candidature ai Premi Oscar 2004, comprese quelle per il miglior film e il miglior regista, ma ha dovuto soccombere all'insuperabile concorrenza del kolossal fantasy Il Signore degli Anelli - Il ritorno del re, dominatore dell'edizione con undici premi, e accontentarsi di conquistare due soli premi (ai quali il film di Peter Jackson non era candidato), per la miglior fotografia e il miglior montaggio sonoro. Allo stesso modo è stato superato come miglior film sia ai Golden Globe 2004 che ai Premi BAFTA (vincendone comunque quattro).
- 2004 - Premio Oscar
  - Miglior fotografia a Russell Boyd
  - Miglior montaggio sonoro a Richard King
  - Candidatura Miglior film a Samuel Goldwyn Jr., Peter Weir e Duncan Handerson
  - Candidatura Migliore regia a Peter Weir
  - Candidatura Miglior scenografia a William Sandell e Robert Gould
  - Candidatura Migliori costumi a Wendy Stites
  - Candidatura Miglior trucco a Edouard F. Henriques e Yolanda Toussieng
  - Candidatura Miglior montaggio a Lee Smith
  - Candidatura Miglior sonoro a Paul Massey, Doug Hemphill e Art Rochester
  - Candidatura Migliori effetti speciali a Dan Sudick, Stefen Fangmeier, Nathan McGuinness e Robert Stromberg
- 2004 - Golden Globe
  - Candidatura Miglior film drammatico
  - Candidatura Migliore regia a Peter Weir
  - Candidatura Miglior attore in un film drammatico a Russell Crowe
- 2004 - Premio BAFTA
  - Migliore regia a Peter Weir
  - Migliore scenografia a William Sandell
  - Migliori costumi a Wendy Stites
  - Miglior sonoro a Richard King, Paul Massey, Doug Hemphill e Art Rochester
  - Candidatura Miglior film a Samuel Goldwyn Jr., Peter Weir e Duncan Handerson
  - Candidatura Miglior attore non protagonista a Paul Bettany
  - Candidatura Migliore fotografia a Russell Boyd
  - Candidatura Migliori effetti speciali a Dan Sudick, Stefen Fangmeier, Nathan McGuinness e Robert Stromberg
- 2003 - Critics' Choice Movie Award
  - Candidatura Miglior film
  - Candidatura Miglior attore protagonista a Russell Crowe
  - Candidatura Miglior attore non protagonista a Paul Bettany
- 2003 - Chicago Film Critics Association Award
  - Candidatura Migliore regia a Peter Weir
  - Candidatura Migliore fotografia a Russell Boyd
- 2004 - David di Donatello
  - Candidatura Miglior film straniero a Peter Weir
- 2004 - Empire Award
  - Candidatura Migliore regia a Peter Weir
  - Candidatura Scena dell'anno (La Battaglia iniziale)
- 2003 - Las Vegas Film Critics Society Awards
  - Candidatura Miglior regia a Peter Weir
  - Candidatura Miglior attore protagonista a Russell Crowe
  - Candidatura Miglior attore non protagonista a Paul Bettany
- 2003 - National Board of Review Award
  - Migliori dieci film
- 2003 - Satellite Award
  - Miglior sonoro a Richard King, Paul Massey, Doug Hemphill e Art Rochester
  - Migliori effetti speciali a Dan Sudick, Stefen Fangmeier, Nathan McGuinness e Robert Stromberg
  - Candidatura Miglior film drammatico
  - Candidatura Migliore fotografia a Russell Boyd e Sandi Sillel
  - Candidatura Migliore scenografia a William Sandell e Robert Gould
  - Candidatura Migliori costumi a Wensy Stites
  - Candidatura Miglior montaggio a Lee Smith
- 2003 - Evening Standard British Film Award
  - Miglior attore a Paul Bettany
  - Miglior performance rivelazione a Max Pirkis
- 2004 - London Critics Circle Film Award
  - Film dell'anno
  - Attore britannico dell'anno a Paul Bettany
  - Sceneggiatore dell'anno a Peter Weir e John Collee
  - Candidatura Regista dell'anno a Peter Weir
  - Candidatura Attore dell'anno a Russell Crowe
  - Candidatura Attore britannico non protagonista dell'anno a David Threlfall
- 2004 - Golden Reel Award
  - Miglior montaggio sonoro (Effetti sonori) a Richard King, Christopher Flick, Michael W. Mitchell e Hamilton Sterling
  - Candidatura Miglior montaggio sonoro (Dialoghi ADR)
- 2003 - Phoenix Film Critics Society Award
  - Candidatura Migliore regia a Peter Weir
  - Candidatura Miglior giovane attore non protagonista a Max Pirkis
  - Candidatura Migliore sceneggiatura non originale a Peter Weir e John Collee
  - Candidatura Migliore fotografia a Russell Boyd
  - Candidatura Migliori costumi a Wendy Stites
  - Candidatura Miglior montaggio a Lee Smith
- 2003 - Southeastern Film Critics Association Awards
  - Candidatura Miglior film
- 2003 - Visual Effects Society Award[12]
  - Miglior composizione (La Tempesta) a R. Philip Brennan
  - Candidatura Migliori effetti speciali a Stefen Fangmeier, Nathan McGuinness, Robert Stromberg e Brooke Breton
- 2003 - AFI Award
  - Film dell'anno
- 2004 - Eddie Award
  - Candidatura Miglior montaggio a Lee Smith

- 2004 - American Society of Cinematographers
  - Candidatura Migliore fotografia a Russell Boyd
- 2004 - ASCAP Award
  - Top Box Office Films a Iva Davies, Christopher Gordon e Richard Tognetti
- 2003 - British Society of Cinematographers
  - Migliore fotografia a Russell Boyd
- 2003 - Camerimage
  - Candidatura Rana d'Oro a Russell Boyd
- 2004 - Dallas-Fort Worth Film Critics Association Awards
  - Candidatura Miglior film
- 2004 - DGA Award
  - Candidatura Miglior regia a Peter Weir
- 2004 - Film Critics Circle of Australia Award
  - Candidatura Miglior film straniero in lingua inglese
- 2004 - Los Angeles Film Critics Association Awards
  - Candidatura Miglior scenografia a William Sandell
- 2004 - National Society of Film Critics Award
  - Migliore fotografia a Russell Boyd
- 2004 - PGA Award
  - Candidatura Miglior produttore a Samuel Goldwyn Jr., Peter Weir e Duncan Handerson
- 2004 - Young Artist Award
  - Miglior giovane attore in un film internazionale a Max Pirkis
  - Candidatura Miglior film drammatico per la famiglia
- 2003 - Awards Circuit Community Awards
  - Candidatura Menzioni onorevoli
- 2004 - Cinema Audio Society
  - Miglior sonoro a Paul Massey, Doug Hemphill e Art Rochester
- 2004 - Gold Derby Awards
  - Candidatura Miglior regia a Peter Weir
  - Candidatura Miglior scenografia a William Sandell e Robert Gould
  - Candidatura Migliori effetti visivi a Dan Sudick, Stefen Fangmeier, Nathan McGuiness e Robert Stromberg
- 2004 - Hollywood Makeup Artist and Hair Stylist Guild Award
  - Candidatura Migliori acconciature d'epoca a Yolanda Toussieng, Kim Santantonio e Barbara Lorenz
- 2004 - International Cinephile Society Awards
  - Candidatura Miglior film
- 2004 - International Online Cinema Awards
  - Candidatura Miglior regia a Peter Weir
  - Candidatura Miglior attore non protagonista a Paul Bettany
  - Candidatura Miglior sceneggiatura non originale a Peter Weir e John Collee
  - Candidatura Migliori effetti visivi
  - Candidatura Miglior fotografia a Russell Boyd
  - Candidatura Migliori costumi a Wendy Stites
  - Candidatura Miglior montaggio a Lee Smith
  - Candidatura Miglior scenografia a William Sandell
  - Candidatura Miglior suono a Paul Massey, Doug Hemphill e Art Rochester
  - Candidatura Miglior montaggio sonoro a Richard King
- 2004 - Italian Online Movie Awards
  - Candidatura Miglior scenografia
  - Candidatura Migliori effetti sonori
- 2004 - Online Film & Television Association
  - Candidatura Miglior regia a Peter Weir
  - Candidatura Miglior casting a Fiona Weir
  - Candidatura Miglior sceneggiatura non originale a Peter Weir e John Collee
  - Candidatura Miglior fotografia a Russell Boyd
  - Candidatura Miglior scenografia
  - Candidatura Migliori costumi a Wendy Stites
  - Candidatura Miglior suono a Doug Hemphill, Paul Massey e Art Rochester
  - Candidatura Miglior montaggio negli effetti sonori a Richard King
  - Candidatura Migliori effetti visivi a Dan Sudick, Stefen Fangmeier, Nathan McGuiness e Robert Stromberg
- 2004 - Online Film Critics Society Award
  - Candidatura Migliore scenografia a William Sandell e Robert Gould
  - Candidatura Miglior sonoro a Paul Massey, Doug Hemphill e Art Rochester
  - Candidatura Migliori effetti speciali a Dan Sudick, Stefen Fangmeier, Nathan McGuinness e Robert Stromberg
- 2004 - Screen Music Award
  - Miglior soundtrack (Album) a Iva Davies, Christopher Gordon e Richard Tognetti
  - Candidatura Miglior colonna sonora a Iva Davies, Christopher Gordon e Richard Tognetti
- 2004 - USC Scripter Award
  - Candidatura Miglior sceneggiatura a Peter Weir, John Collee e Patrick O'Brian
- 2003 - Village Voice Film Poll
  - Candidatura Miglior fotografia a Russell Boyd
- 2003 - Washington DC Area Film Critics Association Award
  - Candidatura Miglior film
  - Candidatura Migliore regia a Peter Weir
  - Candidatura Miglior cast
  - Candidatura Migliore sceneggiatura non originale a Peter Weir e John Collee
- 2004 - World Soundtrack Award
  - Candidatura Scoperta dell'anno a Iva Davies, Christopher Gordon e Richard Tognetti